# درو كريستوفر
درو كريستوفر (بالإنجليزية: Drew Christopher)‏ هو دراج أمريكي، ولد في 16 سبتمبر 1984.

## وصلات خارجية
- درو كريستوفر على موقع أرشيف الدراجات (الإنجليزية)
- درو كريستوفر على موقع إحصائيات الدراجات الإحترافية (الإنجليزية)